# Tour de Doubs
El Tour de Doubs (oficialmente:Tour du Doubs-Conseil Général) es una carrera ciclista profesional que se disputa en el departamento de Doubs, en Francia,  en el mes de abril.
Desde la creación de los Circuitos Continentales UCI en 2005 forma parte del UCI Europe Tour, dentro de la categoría 1.1. También es puntuable para la Copa de Francia de ciclismo.
Tiene un recorrido aproximado de 200km, con inicio en Morteau y final en Pontarlier.

## Palmarés
| Año                                                 | Ganador             | Segundo             | Tercero                  |
| --------------------------------------------------- | ------------------- | ------------------- | ------------------------ |
| 1934                                                | René Debenne        | Louis Vincent       | Maurits Oplinus          |
| 1935                                                | Louis Thiétard      | Manuel Garcia       | Alfredo Malmesi          |
| 1936                                                | Manuel Garcia       | Alphonse Antoine    | Paul Giguet              |
| 1937                                                | Guillaume Chavard   | Rafael Ramos Pérez  | Joseph Vuillemin         |
| 1938                                                | Aldo Bertocco       | Louis Thiétard      | Marius Boeuf             |
| 1939                                                | Alphonse Antoine    | Paul Rossier        | René Stroebel            |
| 1940-1947 ediciones no realizadas                   |                     |                     |                          |
| 1948                                                | Jean de Gribaldy    | Adolphe Deledda     | Robert Nicollet          |
| 1949                                                | Adolphe Deledda     | Georges Ramoulux    | Jean-Baptiste Verpoorten |
| 1950                                                | Robert Vanderstockt | Jean Bozec          | Hugues Guelpa            |
| 1951                                                | Pino Cerami         | Pierre Baratin      | Robert Vanderstockt      |
| 1952                                                | Gilbert Bauvin      | Alexandre Sowa      | Roger Rosselle           |
| 1953                                                | Alexandre Sowa      | Jean Tissier        | Louis Gauthier           |
| 1954                                                | Gaby Faille         | Alexandre Sowa      | Maurice Houillon         |
| 1955-1992 ediciones no realizadas o no documentadas |                     |                     |                          |
| 1993                                                | Gil Besseyre        | Patrick Vallet      | Jean-Yves Duzellier      |
| 1994-1998 ediciones no realizadas o no documentadas |                     |                     |                          |
| 1999                                                | Jerôme Gannat       | Jérémy Dérangère    | Pierre Ackermann         |
| 2000                                                | Vladimir Miholjević | Dominique Rault     | Pierre Bourquenoud       |
| 2001                                                | Eddy Lembo          | Bert De Waele       | Pierre Ackermann         |
| 2002                                                | Frédéric Finot      | Pierre Bourquenoud  | Pierrick Fédrigo         |
| 2003                                                | Bert De Waele       | Janek Tombak        | Frédéric Bessy           |
| 2004                                                | Matthieu Sprick     | Hayden Roulston     | Bert De Waele            |
| 2005                                                | Philip Deignan      | Yann Pivois         | Mark Scanlon             |
| 2006                                                | Yoann Le Boulanger  | Mickaël Buffaz      | Frédéric Finot           |
| 2007                                                | Vincent Jérôme      | Pierre Rolland      | Sébastien Duret          |
| 2008                                                | Anthony Geslin      | Christophe Kern     | Vincent Jérôme           |
| 2009                                                | Yann Huguet         | Julien Mazet        | Guillaume Levarlet       |
| 2010                                                | Jérôme Coppel       | Jonathan Hivert     | Leonardo Duque           |
| 2011                                                | Arthur Vichot       | Romain Hardy        | Julien Bérard            |
| 2012                                                | Jérôme Coppel       | Sylvain Georges     | Jean-Marc Bideau         |
| 2013                                                | Aleksejs Saramotins | Thomas Voeckler     | Vegard Stake Laengen     |
| 2014                                                | Rein Taaramäe       | Angelo Tulik        | Pierre-Luc Périchon      |
| 2015                                                | Eduardo Sepúlveda   | Julien Loubet       | Rudy Molard              |
| 2016                                                | Samuel Dumoulin     | Baptiste Planckaert | Thibault Ferasse         |
| 2017                                                | Romain Hardy        | Flavien Dassonville | Quentin Jauregui         |
| 2018                                                | Julien Simon        | Ignatas Konovalovas | Rein Taaramäe            |
| 2019                                                | Stefan Küng         | Franck Bonnamour    | Guillaume Martin         |
| 2020                                                | Loïc Vliegen        | Biniam Girmay       | Aurélien Paret-Peintre   |
| 2021                                                | Dorian Godon        | Biniam Girmay       | Tom Paquot               |
| 2022                                                | Valentin Madouas    | Mathieu Burgaudeau  | Matis Louvel             |
| 2023                                                | Jesús Herrada       | Thibaut Pinot       | Nans Peters              |
| 2024                                                | Lenny Martinez      | Clément Berthet     | José Manuel Díaz Gallego |
| 2025                                                | Mattéo Vercher      | Adrien Maire        | Iván Cobo                |

## Palmarés por países
| País      | Victorias |
| --------- | --------- |
| Francia   | 29        |
| Bélgica   | 3         |
| Italia    | 1         |
| Polonia   | 1         |
| Croacia   | 1         |
| Irlanda   | 1         |
| Letonia   | 1         |
| Estonia   | 1         |
| Argentina | 1         |
| Suiza     | 1         |
| España    | 1         |